# Horní Nerestce
Horní Nerestce (dříve Horní Neřestce) jsou malá vesnice, část obce Nerestce v okrese Písek v Jihočeském kraji. Nachází se asi jeden kilometr jihozápadně od Dolních Nerestců. Původně byly Horní Nerestce paradoxně zvány Orlické, protože patřily k orlickému schwarzenberskému panství. Horní Nerestce jsou také název katastrálního území o rozloze 2,12 km². Na jeho území leží i statek Doubravičky.

## Historie
První písemná zmínka o vesnici pochází z roku 1227. Starší dějiny Horních Nerestců jsou shodné s dějinami Dolních Nerestců, neboť není doloženo, že by obec Nerestce již v těch dobách byla dělena na horní a dolní díl.
Dne 20. března roku 1500 byl zapsán do zemských desek vklad, že Jan Tluksa z Vrabí držel roku 1479 dvůr řečený Nerestce hořejší s příslušnostmi, jenž patřil manskou službou k hradu Karlštejnu. Současně požádal, aby byl z tohoto manství osvobozen, a bylo mu v tom vyhověno. Roku 1688 se připomíná na Horních Nerestcích Jan Kořenský z Terešova, jenž roku 1708 toto zboží prodal Janu Klimentu Tejřovskému, od něhož se Horní Nerestce dostaly do majetku orlického panství. Konečná majetková transakce, přechod do majetku panství Orlík, byla evidentně ovlivněna skutečností, že orlický kníže Jan Kristián z Eggenbergu již roku 1686 přikoupil Tuněchodský dvůr v Horních Nerestcích. Do roku 1849 pak byly Horní Nerestce začleněny pod rychtu Staré Sedlo.
V roce 1919 byl založen Františkem Váňou z čp. 6 čtenářsko-ochotnický spolek společný pro Horní i Dolní Nerestce s úkolem probuzení a oživení vlasteneckých a kulturních citů. Dne 13. března 1924 vznikl samostatný hornonerestský sbor dobrovolných hasičů odtržením od společného hasičského sboru obou obcí. Na jaře 1926 bylo na obecním pozemku vedle chudobince vystavěno hasičské skladiště. Dne 17. prosince 1925 dostavělo zdejší družstvo pro rozvod elektrické energie rozvodovou síť. Napojena byla na zdroj elektrické energie Jihočeského elektrárenského svazu. V roce 1945 byla v Horních Nerestcích zřízena obecní knihovna po oddělení od obecní knihovny v Dolních Nerestcích a umístěna provizorně v čp. 15 (v obecním chudobinci).

## Obyvatelstvo
| Rok            | 1869 | 1880 | 1890 | 1900 | 1910 | 1921 | 1930 | 1950 | 1961 | 1970 | 1980 | 1991 | 2001 | 2011 | 2021 |
| -------------- | ---- | ---- | ---- | ---- | ---- | ---- | ---- | ---- | ---- | ---- | ---- | ---- | ---- | ---- | ---- |
| Počet obyvatel | 121  | 131  | 112  | 96   | 105  | 115  | 112  | 71   | 51   | 54   | 41   | 28   | 22   | 20   | 25   |
| Počet domů     | 18   | 19   | 19   | 21   | 20   | 20   | 22   | 20   | 22   | 20   | 13   | 10   | 22   | 13   | 22   |

## Obecní správa
Při sčítání lidu v letech 1850–1879 Horní Nerestce byly osadou obce Horosedly v okrese Písek. V letech 1880–1899 byly osadou obce Kakovice v okrese Písek. V letech 1900–1959 byly samostatnou obcí v okrese Písek. V letech 1960–1976 byly částí obce Nerestce v okrese Písek. Od 1. dubna 1976 do 31. prosince 1982 byly znovu částí obce Horosedly v okrese Písek. Od 1. ledna 1983 do 23. listopadu 1990 byly částí města Mirovice v okrese Písek. Od 24. listopadu 1990 jsou opět částí obce Nerestce v okrese Písek.

## Pamětihodnosti
- Ve vesnici se nachází drobný kříž na kamenném podstavci. Na kulatém štítku je tento nápis: Buď Jméno Páně Pochváleno 1963.
- V nivě říčky Skalice mezi železniční tratí a řečištěm se nacházelo ještě v desátých letech 20. století rozsáhlé středověké rýžoviště zlata s viditelnými pozůstatky po těžbě (sejpy), nepochybně královským manem Úbislavem z Nerestců a Milína. V roce 1920 rýžovišti a loukami dosud procházel asi 250 metrů dlouhý, bahnitý pozůstatek „Staré řeky“, vycházející z říčky do luk směrem k samotě statku Doubravičkovského č.p. 22, ukončený v lukách mezi množstvím sejpů.[10] Koryto „Staré řeky“ je na mapě I. vojenského mapování zvaného Josefského (1764–1768) zakresleno přímo do směru zmíněného dvora a dále do místa dnešního empírového mostu, který ale ještě nebyl postaven. Paralelně s původním říčním korytem bez vzájemného dotyku obou vodních toků je zakreslen původní náhon ke mlýnu bez dotyku s říčkou, který končí u mlýna označeného „Novey m“. Od mlýna pak vede odtokový potok (vantroky, kanál) z mlýna příčně mezi oběma toky přímo směrem k Doubravičkovskému statku. Samotný dvůr není zakreslen, přestože jeho existence je doložena již před r. 1781, kdy byl grunt vykoupen od čimelické vrchnosti Josefem Procházkou. Na mapě II. vojenského mapování zvaného Františkova (1836–1852) je již zakreslena paradoxně železniční trať, s jejíž výstavbou mohou patrně souviset i zakreslené nové úpravy řečiště (starého koryta). Příčný odtokový potok či kanál od mlýna ke dvoru je zrušen, není zakreslen a řečiště „Staré řeky“ je před jeho původní vodotečí odvedeno přímo do původního náhonu v místech před dnešním říčním jezem. Původní počáteční část náhonu vyvedená z horního toku Skalice nedaleko za hranicí katastru s katastrem horosedským byla změněna na část řeky a část koryta říčky před D. statkem až k empírovému mostu je zrušena. V mapě již není zakreslena a odtok ze mlýna pokračuje jako řeka přímým východním směrem k empírovému mostu. Na mapě III. vojenského mapování Františko-Josefského (1877–1880) již staré říční koryto zcela chybí, jeho funkci převzal původní náhon. Obecní pamětní kniha jeho část v lukách také dokládá. Existují dosud pamětníci části původního říčního koryta, které ještě v roce 1959 vedlo v těsné blízkosti Doubravičkovského statku a dnes je zavezeno. K úpravám říčního toku je nutno přičíst katastrální změny Doubravičkovského statku, který do r. 1879 patřil ke katastru Dolních Nerestců jako č. p. 16. Při zakládání nových pozemkových knih byl při novém rozhraničení začleněn do katastru Horních Nerestců jako č. p. 22.
- Jižně od vesnice, u severního okraje lesa Jezvinec, se dosud nachází památný kamenný mezník bývalého schwarzenberského dominia Orlík z 18. století, s reliéfem knížecího erbu a s identifikačním nápisem majitelů pozemků.
- Před stavením Nováků (zvaném U Klimků) č.p. 9 stávala v roce 1920 dřevěná zvonice s šindelovou stříškou ve tvaru kužele a s malým bronzovým zvonkem. Někdy kolem roku 1890 byl zvonek na toto místo přemístěn ze židovského gruntu majitele Guttmanna.[11]
- Cca 1,5 kilometru severozápadně od obce se nachází nízké návrší zvané Hradce. Stejným směrem o vzdálenosti dalšího cca 1,2 kilometru je v pozemkových mapách označení další polohy shodného názvu. Jakékoliv fortifikační hypotézy v souvislosti se zdejšími manskými či zemanskými nájemci a vlastníky nebyly přes veškerou snahu badatelů doloženy. Uvedené názvy, či pomístní jména, mohou souviset s prokázanými žoldnéřskými tábory a zdejším několikadenním pobytem vojsk a početné armády během třicetileté války. Také existuje názor o souvislosti názvu se zdejší zlatonosnou těžbou.

## Galerie

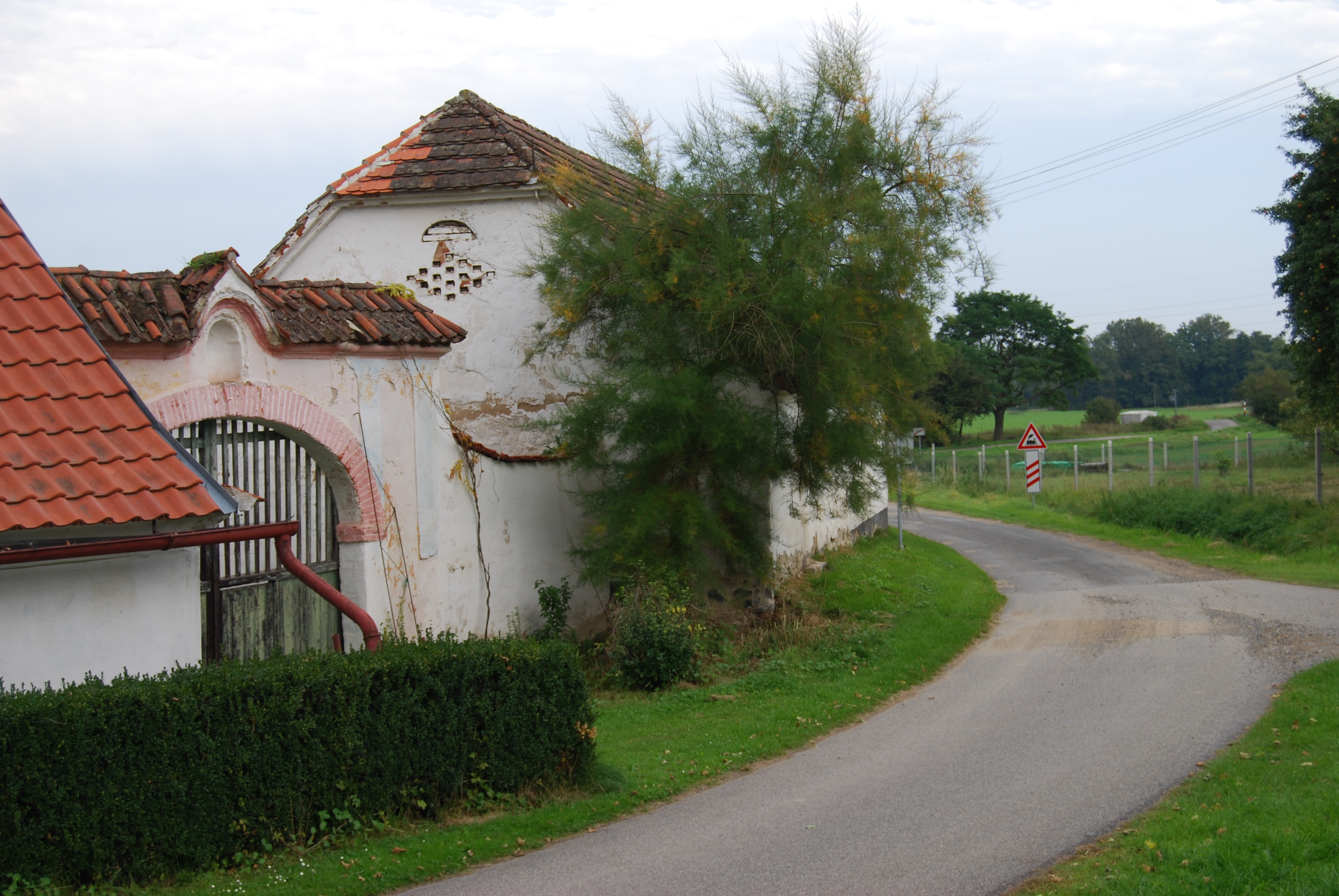
Usedlost ve vsi
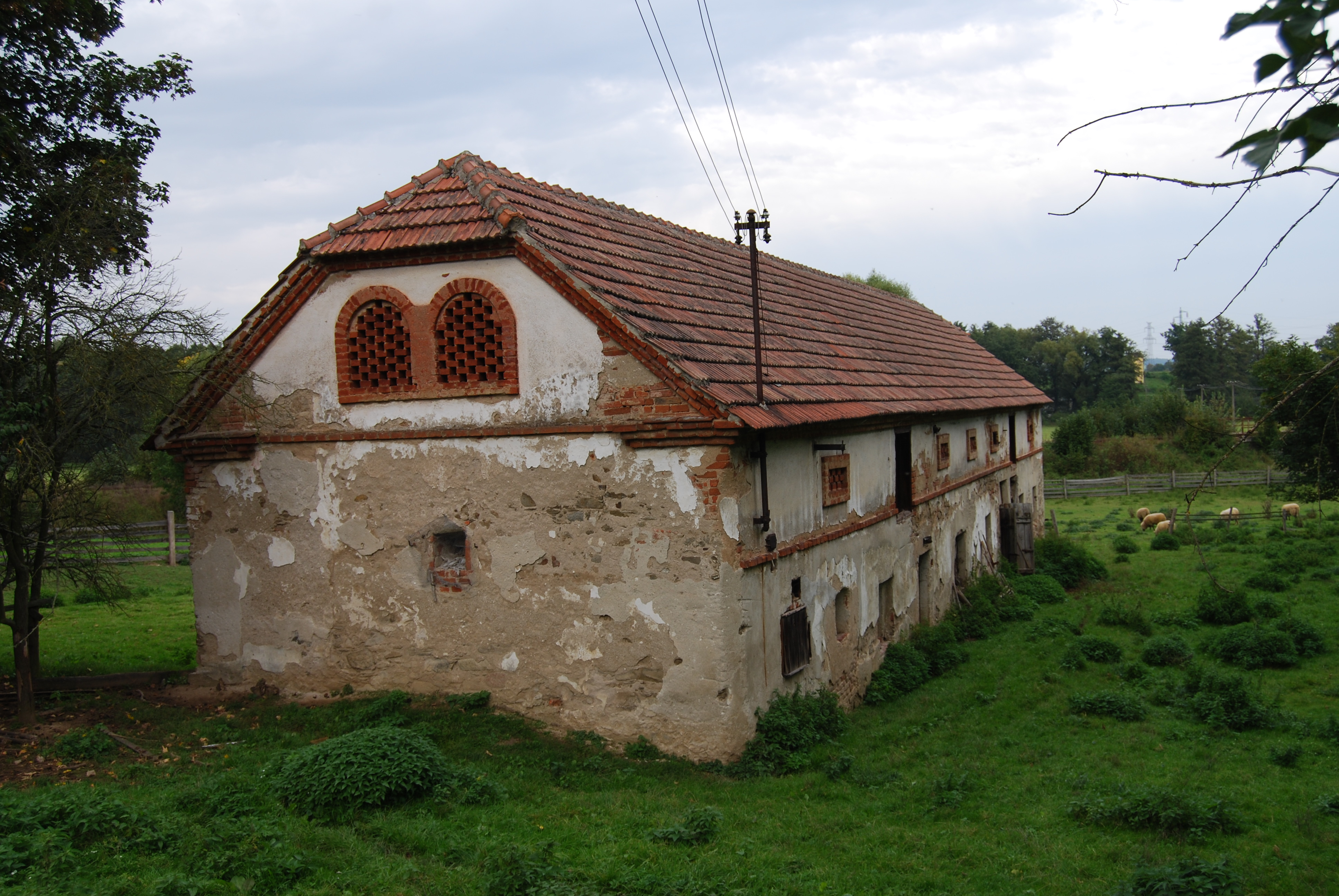
Hospodářská budova